# Виторину
Виторину (порт. Vitorino) — муниципалитет в Бразилии, входит в штат Парана. Составная часть мезорегиона Юго-запад штата Парана. Входит в экономико-статистический микрорегион Пату-Бранку. Население составляет 6142 человека на 2006 год. Занимает площадь 307,946 км². Плотность населения — 19,9 чел./км².

## Статистика
- Валовой внутренний продукт на 2003 год составляет 76 312 948,00 реалов (данные: Бразильский институт географии и статистики).
- Валовой внутренний продукт на душу населения на 2003 год составляет 12 292,68 реалов (данные: Бразильский институт географии и статистики).
- Индекс развития человеческого потенциала на 2000 год составляет 0,785 (данные: Программа развития ООН).